# Arcenillas
Arcenillas – gmina w Hiszpanii, w prowincji Zamora, w Kastylii i León, o powierzchni 12,08 km². W 2011 roku gmina liczyła 406 mieszkańców.